# Listă de scriitori gambieni
Aceasta este o listă de scriitori gambieni.

## B
- Badjan-Young, Janet (1937)
- Baldeh, Fodeh (1948)
- Banutu-Gomez, Michael Ba

## C
- Ceesay, Momodou (1945)
- Ceesay, Saikou S.
- Cole, David
- Conateh, Swaebou (1944)
- Conton, William (1925–2003)[1][2]

## D
- Dampha, Lanfafa (1965)
- Dibba, Ebou (1943–2000)[3]

## F
- Faal, Samba (1950)
- Forster, Dayo

## G
- Gaye, Ebou Ibrahim (1968)
- Grey-Johnson, Nana (1951)[4]

## J
- Jabang, Juka
- Jallow, Baba Galleh
- Jallow, Hassan Bubacar (1950)[5]
- Jallow, Musa (1963)
- Jatta, Cherno (1956)
- Jawara, Augusta H. (1924-1981)
- Jeng, Papa
- Johnson, Mathilda
- Joof, Joseph Henry (1960)
- Joof, Alhaji Alieu Ebrima Cham (1924-2011)[6][7]

## K
- Khan, Mariama (1977)

## M
- Mahoney, Augusta (1924-1981)

## N
- Ndong-Jatta, Ann Therese
- Nyang, Sulayman S.

## O
- Othman, Ramatoulie

## P
- Peters, Lenrie (1932−2009)[8]
- Phillott-Almeida, Ramphina

## R
- Roberts, Gabriel J. (1929)

## S
- Sabally, Momodou
- Saho, Bala (1963)
- Saine, Lamin K.
- Sallah, Tijan (1958)[9]
- Sarr, Charles Thomas
- Sarr, Sheriff Samsudeen (1951)
- Secka, Michael Hamadi (1963)
- Sey, Essa Bokarr
- Silla, Baaba
- Singhateh, Momodou
- Singhateh, Sally (1977)
- [Modou Lamin Age-almusaf Sowe (1990)

## W
- Wadda, Mary
- Wheatley, Phillis (1753-1784)[10]